# Joaquim Ferreira Bogalho
Joaquim Ferreira Bogalho, (11 de dezembro de 1889 — 1 de outubro de 1977), foi o 20º Presidente do Sport Lisboa e Benfica, exercendo a presidência  entre 15 de março de 1952 e 30 de março de 1957.
Como obra mais marcante, destaca-se construção do Estádio da Luz. Foi também determinante para a profissionalização do clube, que cimentaria o crescimento do Benfica enquanto clube profissional, criando as condições para o clube combater a hegemonia do Sporting e dar um salto qualitativo na década de 60. É assim, um dos presidentes do clube mais importantes no historial benfiquista, tendo ficado conhecido como "o Homem do Estádio".
Os sócios do clube atribuíram-lhe em 31 de julho de 1938 a Águia de Ouro, na sequência do galardão de "Sócio Honorário" do Sport Lisboa e Benfica.

## Percurso
Nascido em Chamiço, Freguesia da Benedita, Concelho de Alcobaça, era conhecido pela sua forte personalidade. Sempre que não concordava com as opções tomadas pelas direções das quais fazia parte demitia-se, acabando sempre por ser convidado pelas futuras equipas diretivas para voltar a integrar a estrutura do clube. 
Começaria desde cedo a acompanhar a vida do Sport Lisboa e Benfica regularmente como adepto, tornando-se depois sócio, chegando mesmo a ser guarda-redes do Clube, na terceira categoria. Dos campos, passou para os gabinetes, estreando-se nestas funções como Vice-Secretário da Direção, em 1926. Além deste cargo, exerceu ainda funções como delegado da Direção, representante do Benfica na Divisão de Honra da AF Lisboa, Diretor-suplente do campo e Tesoureiro do Clube (onde se notabilizou devido à sua grande capacidade para reestruturar as contas do Benfica). Integrou várias comissões de futebol e fez parte da Comissão dos 25º e 28º Aniversários do clube, bem como da Comissão dos Estatutos e Regulamentos. Em agosto de 1940 preside o Conselho Fiscal. 
De 1948 a 1951 pertence ao Conselho Consultivo e Jurisdicional do clube, fazendo parte do grupo que elaborou o plano para angariação de fundos do novo campo em 1949. Dois anos depois era relator do Conselho Fiscal. Presidiu em 1952 à Comissão para a Construção do Novo Parque de Jogos e um ano depois presidiu também à Comissão da Elaboração do Programa das Festas das Bodas de Oiro do SL e Benfica. Em 1955 pertenceu à Comissão de Angariação de Fundos para a Construção da Piscina.
De forma a fazer avançar um dos maiores projetos da história do clube, a construção de um estádio, candidata-se à Presidência do Clube. Assume assim a Presidência da Direção do Sport Lisboa e Benfica pela primeira vez em 15 de março de 1952, sendo sucessivamente reeleito em 31 de janeiro de 1953, em 30 de janeiro de 1955 e finalmente em 18 de fevereiro de 1956. Durante a sua presidência, começa por sanear as contas do clube de forma a conseguir dar asas ao seu sonho e tornar o Benfica num dos maiores clubes do Mundo, sendo responsável pela profissionalização do futebol do clube. A sua obra mais marcante foi iniciada em 14 de junho de 1953, dia em que dar-se-ia inicio à construção do Estádio da Luz. Para esta construção ser possível mobilizou os adeptos de forma a angariar fundos, permitindo que o estádio fosse inaugurado a 1 de dezembro de 1954.
No seguimento da profissionalização do clube, investiu em jogadores e contratou o treinador brasileiro Otto Glória para que este revolucionasse o futebol do Sport Lisboa e Benfica. Daria apoio para que os jogadores se tornassem profissionais exclusivos ao serviço do clube, criou o Lar do Jogador e contratou jogadores como Costa Pereira, Coluna ou Santana.
Ferreira Bogalho e Otto Glória viriam a tornar-se na base que cimentaria o crescimento do Benfica enquanto clube profissional e que ajudaria a que fossem criadas as condições necessárias para o salto qualitativo dado nos década de 60|anos 60, onde o clube se sagrou bicampeão europeu.
Durante o seu percurso no clube, aos 38 anos de idade ser-lhe-ia atribuida pelo clube o seu galardão máximo, a Águia de Ouro.